# Piotr Krysiak (pisarz)
Piotr Tomasz Krysiak (ur. 6 września 1976) – polski dziennikarz śledczy i pisarz.
Dziennikarz śledczy tygodnika „Wprost” i dziennikarz związany z TVP. Komentator wielu programów telewizyjnych. Związany z wydawnictwem Deadline.

## Publikacje książkowe
- 2005: Edyta Górniak. Bez cenzury[8], ISBN 83-922376-0-9
- 2010: Agent Tomek: Spowiedź[9], ISBN 978-83-931984-0-5
- 2011: Dzieci świata (razem z Moniką Witkowską)[10], ISBN 978-83-213-4702-8
- 2017: Wyspa ślepców[11], ISBN 978-83-947325-0-9
- 2018: Dziewczyny z Dubaju[6], ISBN 978-83-947325-1-6
- 2018: Diler gwiazd[12], ISBN 978-83-947325-3-0
- 2021: Chłopaki z Dubaju[13], ISBN 978-84-12-32305-4
- 2023: Dziewczyny z Dubaju 2[14],  ISBN 978-83-947325-6-1

## Kontrowersje wokół Piotra Krysiaka
Piotr Krysiak jest autorem kontrowersyjnych publikacji, które bezpośrednio dotyczą osób polskiego show-biznesu. Jego twórczość wielokrotnie spotykała się z negatywnym wydźwiękiem. Edyta Górniak pozwała go za jego nieautoryzowaną biografię Edyta Górniak: Bez cenzury. Piosenkarka twierdziła, że treść książki jest nieprawdziwa i narusza jej prawa osobiste. W 2009 roku Sąd Okręgowy w Warszawie zakazał rozpowszechniania publikacji oraz zasądził od pozwanego wystosowanie przeprosin i zapłatę na rzecz fundacji charytatywnej. Sąd Apelacyjny uprawomocnił ten wyrok. 
Autor książek został pozwany także przez Omeneę Mensah za naruszenia jej dóbr osobistych w związku z publikacją Dziewczyny z Dubaju. Przedsiębiorczyni wnioskowała o zablokowanie sprzedaży książki. W listopadzie 2023 roku zgodnie z decyzją Sądu Rejonowego w Warszawie, Piotr Krysiak otrzymał zakaz wypowiadania się publicznie na temat prezenterki.
Jak donosi portal Salon 24, wobec Piotra Krysiaka toczy się postępowanie komornicze.